# 새 땅

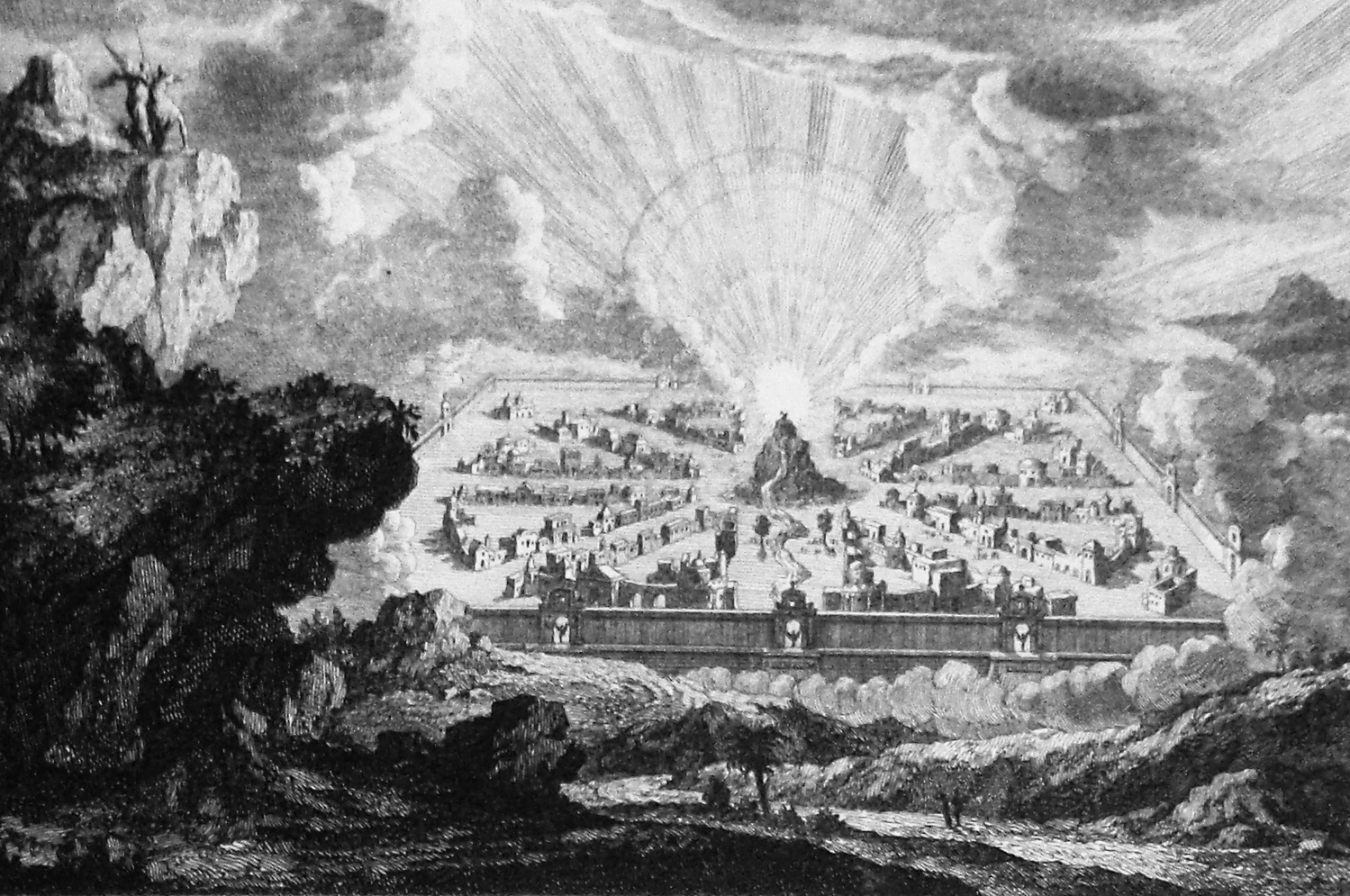

새 땅(οὐρανὸν καινὸν καὶ γῆν καινήν)은 성서의 요한의 묵시록에 21장에 등장하는 새로운 땅이다. 새 땅의 다음에 새 예루살렘이 등장한다. 이 사상은 이자야서 5장 17절, 66장 22절, 제2 베드로 3장 13절에도 볼 수 있다.
새 땅에는 바다, 슬픔, 울부짖음, 괴로움, 느림, 밤이 존재하지 않는다.

## 성구
나는 또 새 하늘과 새 땅을 보았습니다. 첫 번째 하늘과 첫 번째 땅은 사라지고 바다도 더 이상 없었습니다. 그리고 거룩한 도성 새 예루살렘이 신랑을 위하여 단장한 신부처럼 차리고 하늘로부터 하느님에게서 내려오는 것을 보았습니다. 그때에 나는 어좌에서 울려오는 큰 목소리를 들었습니다. "보라, 이제 하느님의 거처는 사람들 가운데에 있다. 하느님께서 사람들과 함께 거처하시고 그들은 하느님의 백성이 될 것이다. 하느님 친히 그들의 하느님으로서 그들과 함께 계시고 그들의 눈에서 모든 눈물을 닦아 주실 것이다. 다시는 죽음이 없고 다시는 슬픔도 울부짖음도 괴로움도 없을 것이다. 이전 것들이 사라져 버렸기 때문이다."
 — 요한의 묵시록 21:1-4, 21세기 해설판 성경

하느님의 날이 오기를 기다리고 그 날을 앞당기도록 해야 하지 않겠습니까? 그날이 오면 하늘은 불길에 싸여 스러지고 원소들은 불에 타 녹아 버릴 것입니다. 그러나 우리는 그분의 언약에 따라, 의로움이 깃든 새 하늘과 새 땅을 기다리고 있습니다.
 — 제2 베드로 3:12-13, 21세기 해설판 성경

## 기독교의 해석
현재의 천지가 소멸하지 않고 그대로 새로운 위치설정이 된다는 설과 현재의 천지가 소멸해 완전히 다른 존재가 창조된다는 의견이 있다.
헨리 시센은 사이스의 저서를 인용하고, 땅과 하늘이 지나 지난 일은, 원어의 의미는, 물질의 소멸을 의미하는 것이 아니라, 일찍이 존재한 사건이나 상태가 다른 사건이나 상태에 길을 양보하고, 과거의 것이 되는 것을 의미한다고 주장하고 있다.

## 신종교
생장의 집에도 새 땅의 교리가 있다.

## 참고 문헌
- 실용 성서 주해, 생명의 말사, 1996년
- 헨리 시센 「조직신학」

## 같이 보기
- 새 예루살렘
- 기독교 종말론